# Proporcellio medionotatus
Proporcellio medionotatus là một loài chân đều trong họ Porcellionidae. Loài này được Verhoeff miêu tả khoa học năm 1917.